# NGC 3987
NGC 3987 est une vaste galaxie spirale vue par la tranche et située dans la constellation du Lion. NGC 3987 a été découverte par l'astronome germano-britannique William Herschel en 1785.

## Caractéristiques
La classe de luminosité de NGC 3987 est II et elle présente une large raie HI. De plus, c'est une galaxie LINER, c'est-à-dire une galaxie dont le noyau présente un spectre d'émission caractérisé par de larges raies d'atomes faiblement ionisés.

### Distance
Sa vitesse par rapport au fond diffus cosmologique est de 4 810 ± 22 km/s, ce qui correspond à une distance de Hubble de 70,9 ± 5,0 Mpc (∼231 millions d'al).
À ce jour, 23 mesures non basées sur le décalage vers le rouge (redshift) donnent une distance de 60,243 ± 6,785 Mpc (∼196 millions d'al), ce qui est à l'intérieur des valeurs de la distance de Hubble. Notons cependant que c'est avec la valeur moyenne des mesures indépendantes, lorsqu'elles existent, que la base de données NASA/IPAC calcule le diamètre d'une galaxie et qu'en conséquence le diamètre de NGC 3987 pourrait être d'environ 60,6 kpc (∼198 000 al) si on utilisait la distance de Hubble pour le calculer.

### Galaxie active
Selon la base de données Simbad, NGC 3987 est une galaxie à noyau actif.

## Groupe de NGC 3987
Selon A.M. Garcia, NGC 3897 est la plus grosse galaxie d'un groupe qui porte son nom. Le groupe de NGC 3987 compterait au moins cinq galaxies. Selon l'article publié par Garcia, les quatre autres galaxies du groupe sont NGC 4000, NGC 4005 NGC 4018 et NGC 4022.
Les galaxies NGC 3987, NGC 4005 et NGC 4022 sont aussi mentionnées dans un groupe (le groupe de NGC 4007) décrit par Abraham Mahtessian dans un article publié en 1998, mais à la place des galaxies NGC 4000 et NGC 4018, on y retrouve les galaxies NGC 3997 et NGC 4015.
D'autre part, la galaxie NGC 3997 à une distance de 66,7 Mpc de la Voie lactée se retrouve dans un autre groupe décrit par Garcia qui porte son nom. Les galaxies du groupe de NGC 3997 sont à une distance moyenne de 66,1 Mpc de la Voie lactée. NGC 3997 semble donc définitivement faire partie de ce groupe plutôt que celui de NGC 3897. Par contre, la distance de 61,0 Mpc de galaxie NGC 4015 la situerait mieux dans le groupe de NGC 3897.
Les galaxies des trois groupes décrits par ces deux auteurs sont toutes situées à des distances assez semblables de la Voie lactée, de 60,5 à 70,1 Mpc. Leur appartenance à l'un ou l'autre des groupes peut donc varier et elle dépend des critères de regroupement utilisés par les auteurs.